# Нікмепа VI
Нікмепа VI (д/н — бл. 1270 до н. е.) — цар міста-держави Угарит близько 1313—1270 років до н. е.

## Життєпис
Походив з Аморейської династії Угаріта. Син царя Нікмадду II. Після смерті батька близько 1315 року до н. е. обрав прохеттську позицію на відміну від його старшого брата — царя Архальбу II, що вирішив спиратися на Єгипет. 1313 року до н. е. за підтримки хеттського царя Мурсілі II повалив брата й сам став царем. Уклав договір з хеттами, за яким визнав зверхність Мурсілі II, зобовязався сплачувати данину, допомагати його військом і флотом. В свою чергу хетти погодилися захищати Угарит від зовнішніх ворогів. Зазначається, що його жінка та діти будуть нести відповідальність, якщо він не виконає свої зобов'язання.
Згодом віжомо що міста Шиянну і Ушнату повстали проти влади Нікмепи VI, який звернувся по допомогу до хеттського царя. Втім останній визнав самостійність цих царів цих міст — Абдіанаті і Арі-Тешуба відповідно, підпорядкувавши їх своїму намісникові в Каркемиші. Водночас данина, яку Угарит повинен був сплачувати хеттам, була зменшимна на 1/3. Згодом хеттський цар підтримав позицію Угарита у конфлікті у Мукішем, що претендував на частину угаритських земель, які раніше були мукішськими і переданими Угариту Суппілуліумою I.
Нікмепа VI зберігав вірність хеттським царями протягом усього свого тривалого панування. Дотримувався союзів з іншими хеттськими васалами, які закріплював шлюбами. наприкінці життя відправив війська до хеттської армії, що брала участь у битві при Кадеші.
Помер Нікмепа VI близько 1270 року до н. е. Йому спадкував син Аммістамру III.